# أرنولد أدولف بيرتولد
أرنولد أدولف بيرتولد (26 فبراير 1803، سوست - 3 يناير 1861، غوتنغن) عالماً ألمانياً، و كان عالم فسيولوجي وحيوان. وهو معروف في العلوم الحديثة بتجاربه الرائدة في مجال الغدد الصماء. قام بنشر أعمال في علم الزواحف وعلم الطيور وعلم الحشرات والكيمياء.

## النشأة والتعليم
كان برتولد ثاني أصغر ستة أطفال. كان والده نجاراً ولم تكن عائلته ثرية. ذهب إلى صالة الألعاب الرياضية المحلية (ما يعادل مدرسة القواعد) حيث درس الأدب الكلاسيكي ولكن كان الأكثر اهتمامه بالتاريخ الطبيعي. وقد اتبع مثال شقيقه الأكبر لدراسة الطب في جامعة غوتنغن في آب 1819. كانت أطروحته تحت إشراف جوان فريدريك بلومنباخ (1752-1840) وتأهل في 10 أيلول 1823.

## مهنة
بقي في غوتنغن لمدة عام قبل القيام بجولة في الجامعات والعيادات الأخرى، والتي شملت لقاء يوهان لوكاس شونلاين. في عام 1825، قررت بيرتهولد ممارسة الطب في برلين و بدأ تجريب تأثير غاز الفحم والزئبق على الجسم. ظل غير مستقر، وقد واصل جولته في ألمانيا وفرنسا، وحضر محاضرات لنجوم بارزين آخرين معاصرين جورج كوفييه، وإيتيان جوفري سانت هيلار، و أندريه ماري كونستن ديميريل . طوّر فكرة الممارسة الطبية الخاصة وكتب ورقة عن الغدة الدرقية للببغاء . عاد إلى جامعته كمترجم في الطب وبدأ في تدريس علم وظائف الأعضاء. قضى بقية حياته هناك. و عُيِّن أستاذاً استثنائي في عام 1835 وأستاذاً كاملاً في عام 1836. وفي عام 1840، أصبح مديراًلعلم الحيوان في المتحف